# Rhodophthitus atacta
Rhodophthitus atacta là một loài bướm đêm trong họ Geometridae.